# Selci (Bizovac)
Pour les articles homonymes, voir Selci (homonymie).
Selci est un village de la municipalité de Bizovac (Comitat d'Osijek-Baranja) en Croatie. Au recensement de 2011, le village comptait 13 habitants.